# Giba, Sydsardinien
Giba är en ort och kommun i provinsen Sydsardinien i regionen Sardinien i sydvästra Italien. Kommunen hade 2 044 invånare (2017).